# Dean Leacock
Dean Graham Leacock (ur. 10 czerwca 1984 w Thornton Heath, Surrey) – angielski piłkarz występujący na pozycji obrońcy w Crawley Town.
Leacock profesjonalną karierę zaczynał w Fulham, gdzie debiutował w przegranym meczu z Wigan Athletic. Obecnie reprezentant Anglii U-19.
Dwukrotnie wypożyczany do Coventry City, pierwszy raz we wrześniu 2004 a drugi w styczniu 2005, przez dwóch innych trenerów Coventry, regularnie grając w pierwszym składzie.
W lipcu 2006 dołączył do Swansea City za sumę 375 000 £, ale nie udało mu się porozumieć z działaczami.
10 sierpnia 2006 ogłoszono, że Leacock dołączył do Derby County.
Z pewnymi kłopotami się zaaklimatyzował w Derby County. W sezonie 2006/07 był jednym z filarów obrony i zespołu, który wywalczył awans do Premier League po play-offach z West Bromwich Albion.